# Steinbrücke 3 (Quedlinburg)

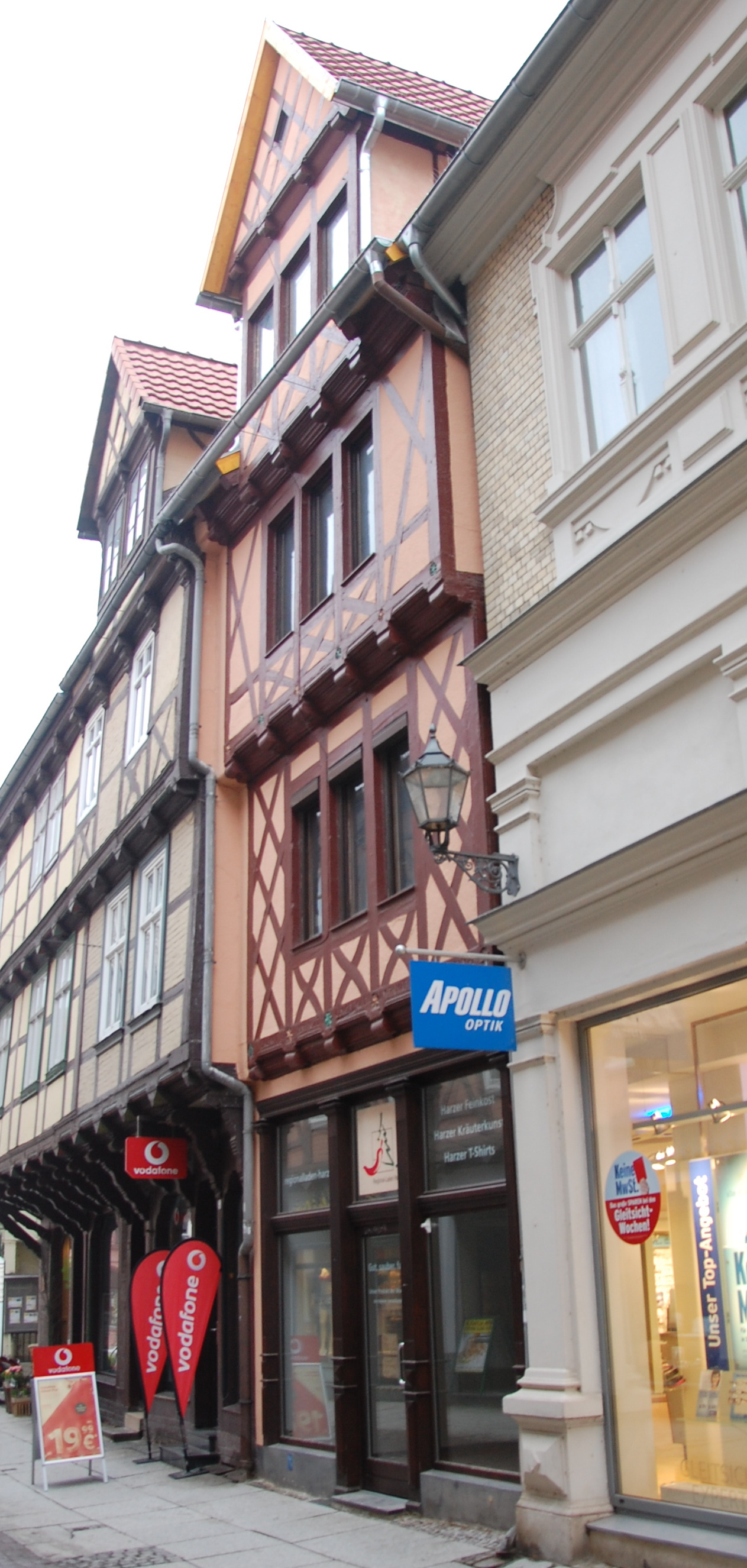
Haus Steinbrücke 3

Das Haus Steinbrücke 3 ist ein denkmalgeschütztes Gebäude in der Stadt Quedlinburg in Sachsen-Anhalt.

## Lage
Es befindet sich südlich des Quedlinburger Marktplatzes auf der Ostseite der Steinbrücke und gehört zum UNESCO-Weltkulturerbe. Im Quedlinburger Denkmalverzeichnis ist es als Wohnhaus eingetragen. Nördlich des Hauses befindet sich das gleichfalls denkmalgeschützte Haus Steinbrücke 1, 2, südlich das Haus Steinbrücke 4, 5.

## Architektur und Geschichte
In seinem Kern geht das dreigeschossige Fachwerkhaus nach einer Bauinschrift auf das Jahr 1677 zurück. Die oberen Stockwerke kragen jeweils deutlich vor. Das Erscheinungsbild des Hauses wird durch ein großes, in das Dach eingefügte Zwerchhaus dominiert. Am Fachwerk finden sich als Verzierungen Rautenmuster. Vor dem Jahr 1900 wurde in das Erdgeschoss ein Ladengeschäft eingebaut. Eine umfassende Erneuerung des Gebäudes erfolgte 1916. Hierbei kamen Zierformen dieser Zeit zur Anwendung.